# Baruel (empresa)
Baruel é uma empresa brasileira (com nome fantasia de Baruel e com razão social de Chimica Baruel Ltda.) e sua sede fica na cidade de São Paulo. Com um mix de marcas direcionadas para o setor de higiene pessoal e cosméticos, seus produtos são distribuídos em todo o território nacional.

## História
A empresa foi fundada pelo farmacêutico paulistano Francisco Nicolau Baruel em 1892, na cidade de São Paulo. Inicialmente como "Casa Baruel", a empresa passou de comércio para indústria com o passar dos anos. Nicolau também era proprietário da Farmácia Baruel (Laboratório Baruel), muito conhecida na cidade no final do século XIX e nas primeiras décadas do século XX.
Francisco Antônio Baruel era agricultor, criador de animais, fabricante de farinha e telhas e proprietário de fazendas, dentre elas a Baruel. Em 1852, Francisco Baruel adquiriu terras na atual zona norte paulistana. Na chácara comprada havia plantações de café, arroz, feijão, milho e cana.

## Ver também

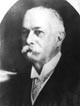
Fundador da Casa Baruel Francisco Baruel